# De gebroeders Leeuwenhart
De gebroeders Leeuwenhart (Zweeds: Bröderna Lejonhjärta) is een fantasyroman van Astrid Lindgren met twee broers van 10 en 13 jaar in de hoofdrol. De eerste uitgave uit 1973 bevatte illustraties van Ilon Wikland, waarna het boek meerdere malen is heruitgegeven.

## Inhoud

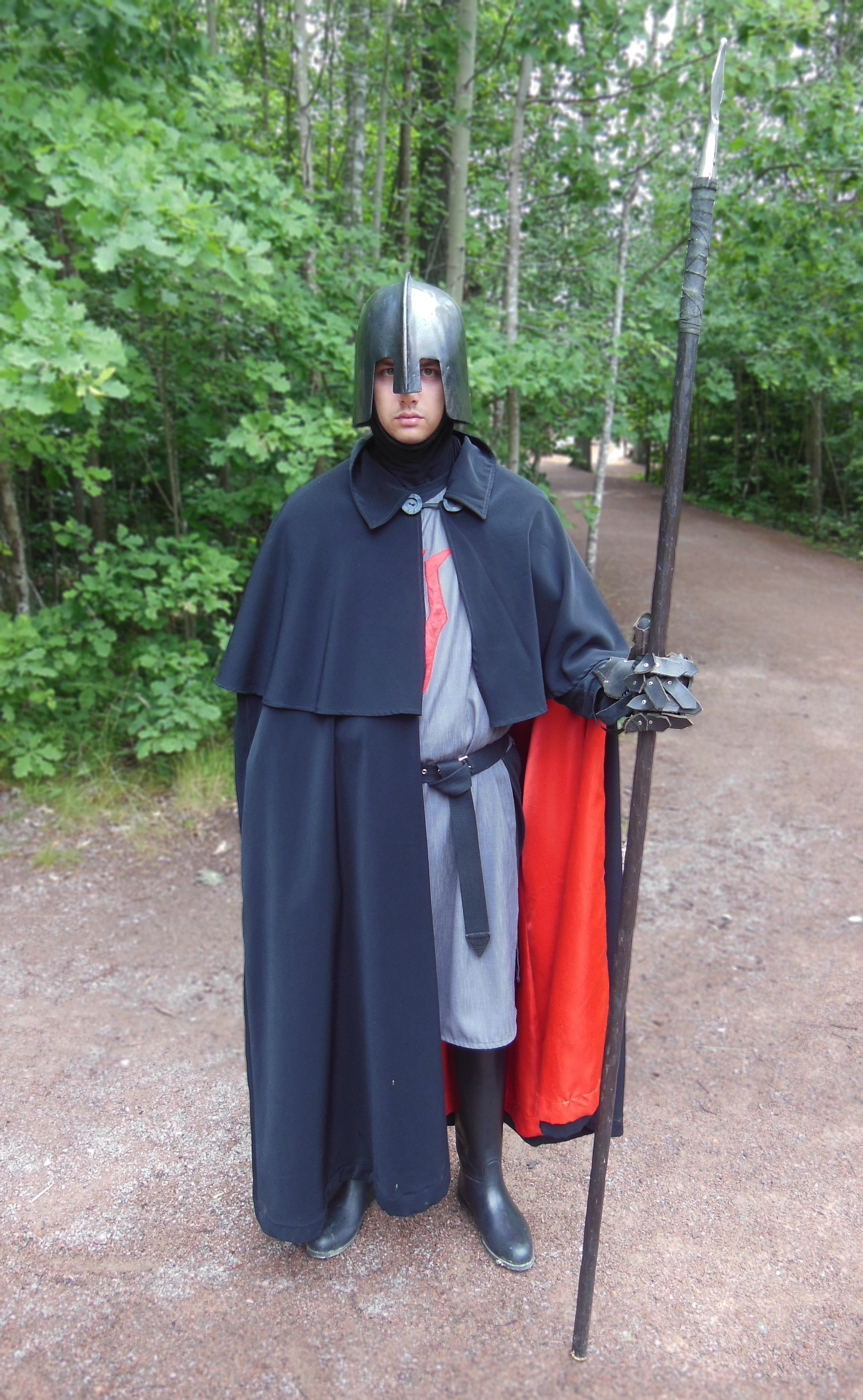
Een man die zich heeft verkleed als een van Tengils soldaten

De 10-jarige Karel Leeuw en zijn 13-jarige broer Jonatan wonen samen met hun alleenstaande moeder – die als naaister de kost verdient – in een schamel houten appartementje ergens in Zweden. Vader Leeuw is op zee verdwenen toen Karel twee jaar oud was.
Jonatan is een zeer knappe verschijning, verder is hij ook heel sterk en aardig. Karel is lichamelijk in alle opzichten precies het tegengestelde van zijn oudere broer: hij is een mager en lelijk jongetje met een chronische luchtweginfectie en moet de hele dag in bed blijven. Elke avond wordt Karel opgezocht en verzorgd door Jonatan. Wanneer Karel hoort dat hij snel zal sterven wordt hij getroost door zijn broer, die hem vertelt over Nangijala – "het land van de kampvuren en sprookjes" – waar Karel na zijn dood heen zal gaan. Omdat in Nangijala de tijd veel sneller gaat dan op aarde, zal Karel daar maar even op Jonatan hoeven wachten. Karel krijgt van zijn broer de bijnaam Skorpan, wat "kruimel" betekent.
Als er in het houten appartement van de familie Leeuw brand uitbreekt, redt Jonatan Karels leven door met hem uit het raam van het brandende huis te springen. Jonatan overlijdt door zijn val vrijwel ter plekke. In het overlijdensbericht krijgt Jonatan van zijn schooljuf de bijnaam "Leeuwenhart", die hij gedurende de rest van het verhaal zal houden.
Moeder Leeuw verhuist, zodat Karel beter verzorgd kan worden. Karel is in het nieuwe huis ontroostbaar door de dood van zijn broer. Op een dag lijkt Jonatan tegen Karel te praten over Nangijala via een duif die voor het keukenraam zit, en Karel krijgt hierdoor weer hoop. Als Karel korte tijd later voelt dat zijn lichaam het gaat begeven, laat hij een troostend briefje achter voor zijn moeder.
Dan is Karel ineens in Nangijala. Hij staat voor een klein huisje dat Ryttargården ("Ruiterhoeve") heet. In de buurt ziet hij Jonatan vissen. De twee broers verblijven een tijdlang gezamenlijk in de Ruiterhoeve, waar ze wat dieren houden en in hun eigen onderhoud voorzien. Geleidelijk aan leren ze steeds meer mensen kennen in Körsbärsdalen ("het Kersendal", het deel van Nangijala waar zij zijn terechtgekomen), zoals de zeer bekwame maar ook norse boogschutter Hubert, de vrolijke herbergier van de Guldtuppen ("De Goudhaan") Jossie, en de duivenhoudster Sofia.
Al snel komt Karel erachter dat alles in Nangijala niet zo mooi is als het lijkt; in Törnrosdalen ("het Bramendal", een ander deel van Nangijala), heeft de wrede vorst Tengil uit het naburige Karmanjaka de macht overgenomen, terwijl de belangrijkste vrijheidsstrijder in het Bramendal, Orvar, zojuist is gevangengenomen. Omdat een van Sofia's duiven die met nieuws uit het Bramendal onderweg was, is neergeschoten, weet niemand hoe het er precies in het Bramendal voorstaat. Karel verdenkt Hubert ervan een spion van Tengil te zijn.
Als Jonatan besluit om op zijn paard Grim naar het Bramendal te vertrekken om te kijken wat hij daar kan doen, blijft Karel in grote vertwijfeling achter. Hubert komt gedurende de eerste tijd daarna geregeld bij Karel langs en lijkt zich erg om Karel te bekommeren, maar Karel vertrouwt Hubert nog steeds niet. Karel overwint uiteindelijk zijn angst en gaat met zijn eigen paard Fjalar Jonatan achterna. 's Nachts wordt Karel door een wolf aangevallen, maar Hubert redt Karels leven. Zelfs dit brengt Karel niet op andere gedachten ten aanzien van Hubert.
Wanneer Karel in een grot twee soldaten van Tengil, Veder en Kader, ontdekt en Jossie even later aan komt rijden, beseft hij dat Jossie de echte spion van Tengil in het Kersendal is. Jossie denkt dat hijzelf na de overwinning van Tengil in het Kersendal aldaar tot landvoogd zal worden benoemd. Vanuit zijn schuilplaats ziet Karel dat Jossie het merkteken van Tengil op zijn borst gebrand krijgt. Als Karel de volgende dag door Veder en Kader ontdekt en gevangengenomen, wordt, weet hij hun wijs te maken dat hij Kruimel heet en dat zijn opa in het Bramendal woont.
In het Bramendal ontdekt Karel een van Sofia's duiven bij het huisje van een oude man genaamd Matthias, die tegenover de soldaten bereid blijkt te doen alsof hij Karels opa is. In werkelijkheid is Matthias samen met Orvar een van de belangrijkste vrijheidsstrijders in het Bramendal. Ook blijkt hij degene te zijn bij wie Jonatan is ondergedoken. Het huis van Matthias wordt later door een paar van Tengils soldaten grondig doorzocht, maar ze vinden Jonatan niet. In vermomming keert Jonatan terug in het openbaar, zijn signalement is inmiddels aan Tengils mannen doorgegeven. Tengil looft een beloning uit voor het vinden van Jonatan.
Karel hoort dat Orvar gevangenzit in de grot van Katla, een vuurspuwende draak, die door Tengil met een hoorn in bedwang wordt gehouden. Karel en Jonatan besluiten samen een poging te wagen Orvar te bevrijden. Eerst redden ze Perk, een van Tengils soldaten, van de verdrinkingsdood in de Karmaval, een reusachtige waterval die is vernoemd naar de oeroude slang Karm. Karel en Jonatan redden Orvar net op tijd voordat hij aan Katla geofferd zou worden. Orvar verkleedt zich als soldaat van Tengil en weet met de twee broers te ontsnappen, maar Karel wordt onderweg noodgedwongen achtergelaten omdat ze inmiddels worden achtervolgd door Perk, die Jonatan heeft herkend. Karel komt even later Sofia weer tegen, die in gezelschap is van zowel Hubert als Jossie. Karel ontmaskert Jossie als de verrader dankzij het brandmerk van Tengil, waarna Jossie tijdens zijn poging om te ontsnappen verdrinkt in de Karmaval.
Nu Orvar is teruggekeerd kan de vrijheidsstrijd in het Bramendal gevoerd worden. Karel, die te jong is om mee te vechten, kijkt toe vanuit Matthias' huis. Jonatan vecht ook niet mee omdat hij het niet op kan brengen iemand te doden, maar hij rijdt op zijn paard rond in het strijdperk om de vrijheidsstrijders aan te moedigen. Juist op deze dag van de vrijheidsstrijd blijkt Tengil te hebben besloten Katla mee te nemen naar het Bramendal. De slag om het Bramendal lijkt in eerste instantie verloren, maar Jonatan weet Tengil zijn hoorn af te pakken en wordt zodoende de nieuwe meester van Katla. Tengil en de meeste van zijn mannen worden hierna door Katla gedood. Katla wordt terug naar haar hol gelokt en verdrinkt vervolgens tijdens een gevecht met de reuzenslang Karm, die vooralsnog echt blijkt te bestaan.
Het Bramendal is dus bevrijd, maar de algemene stemming is bedrukt omdat er veel doden zijn gevallen, zoals Matthias en Hubert. Jonatan is geheel verlamd geraakt als gevolg van het vuur van Katla. Omdat de twee broers het zo niet meer zien zitten, besluiten ze gezamenlijk zelfmoord te plegen. Zoals aan het begin van het verhaal, maar dan omgekeerd, neemt Karel nu zijn verlamde broer op zijn rug, waarna hij van een hoge berg springt. Op het moment dat Karel de grond raakt, zien de broers het licht van Nangilima, een ander dodenrijk waar het beter zou moeten zijn dan in Nangijala.

## Achtergronden
Het verhaal is vooral bekend geworden doordat sombere thema's zoals de dood, langdurige ziekte een zeer belangrijke rol spelen. Een ander centraal thema in het verhaal is pacifisme. Verder bevat het verhaal zeer veel sprookjeselementen, gecombineerd met een zekere mate van horror.
Het verhaal wordt geheel verteld vanuit het ik-perspectief van de hoofdpersoon Karel, zonder enige perspectiefwisseling.
De naam Leeuwenhart is duidelijk een toespeling op de historische koning Richard Leeuwenhart en diens moed. Voor het idee van twee jonge broers die gezamenlijk de dood ingaan putte Astrid Lindgren inspiratie uit een graftekst uit 1860 op het kerkhof van Vimmerby.

## Mogelijke interpretaties
Het verhaal is op het eerste gezicht een echt sprookjesavontuur voor kinderen, maar kan voor de wat oudere lezers ook realistischer worden uitgelegd. Mogelijk is alles vanaf hoofdstuk 3 – het verhaal speelt zich vanaf dan af in Nangijala in plaats van in de "echte", alledaagse wereld — slechts een droom of hallucinatie van de zieke en stervende Karel, voordat die helemaal aan het eind van het verhaal net als zijn oudere broer overlijdt (de allerlaatste zin is "Ik zie het licht!"). Iets soortgelijks had Lindgren eerder al gedaan in bijvoorbeeld Mio, mijn Mio. Het verhaal draait dan in wezen om het leren accepteren van en omgaan met de naderende dood, zoals in het geval van de hoofdpersoon, die aan het eind ook duidelijk meer zelfvertrouwen heeft dan in het begin.
De oorlog in Nangijala kan ook op verschillende manieren worden geïnterpreteerd. Er is wel een toespeling door Lindgren op de Vietnamoorlog (of een andere oorlog zoals de Tweede Wereldoorlog) in gezien, maar dit wordt door anderen betwist. In de figuur van Tengil wordt door sommigen een verwijzing naar Adolf Hitler of Jozef Stalin gezien, met name in de verfilming (Tengil wordt hier gespeeld door Georg Årlin).
Wanneer het verhaal vooral in een religieuze context wordt bekeken, zou Nangijala (het "eerste dodenrijk") een verwijzing kunnen zijn naar het vagevuur (waar overleden personen worden verondersteld in eerste instantie heen te gaan), terwijl Nangilima de uiteindelijke hemel zou vertegenwoordigen.

## Situering
De omgeving waar het begin van het verhaal zich afspeelt doet sterk denken aan het Zweedse Södermalm aan het eind van de 19e of het begin van de 20e eeuw, destijds een arme wijk. De rest van het verhaal, de Nangijala-wereld waar de broers in belanden, heeft een setting die ook voorkomt in andere romans van Lindgren zoals Mio, mijn Mio en aan de Middeleeuwen doet denken, met het dunbevolkte platteland, de eenvoudige woningen en de ridderachtige omgeving. Van enige geavanceerde technologie is geen sprake.

## Kritiek
Tijdens de eerste uitgave kreeg het boek een aantal negatieve recensies, met name vanwege de preoccupatie met de dood en het veronderstelde hiernamaals die het hele verhaal kenmerkt. De hoofdpersonen wensen zichzelf tijdens het verhaal bovendien meerdere malen dood en ook de zelfmoord van de twee broers aan het einde wekt sterk de indruk de "ideale oplossing" voor alle problemen te zijn. Velen vonden al deze elementen niet passen in een boek voor de jeugd. Ook de volledige zwart/wit tegenstelling tussen goed en kwaad in het verhaal was onderwerp van kritiek. Anderzijds schreef Astrid Lindgren zelf in 1975 in een brief dat ze niet eerder zoveel spontane reacties op een verhaal van kinderen uit allerlei landen had gekregen.

## Brief van Lindgren
Lindgren schreef in 1974 voor de krant Expressen een brief aan jonge lezers die wilden weten hoe het na het einde van het verhaal verder was gegaan met de twee broers. Jonathan en Karel zijn nu samen met Mattias, Grim en Fjalar in het nieuwe dodenrijk, waar ze het goed hebben. Ze temmen ook een hond. Vanuit Nangijala komt later Sophia samen met de moeder van de gebroeders Leeuw naar hen toe. De slechteriken Tengil en Jossie zijn in een ander dodenrijk genaamd Lokrume beland, waar ze geen kwaad meer kunnen aanrichten.

## Bewerkingen
In 1977 werd er een film van het boek gemaakt, De gebroeders Leeuwenhart, waarvan het script door Lindgren zelf werd geschreven. In 2007 en 2009 werd het verhaal bovendien bewerkt tot musical.